# Dacus purus
Dacus purus är en tvåvingeart som först beskrevs av Charles Howard Curran 1927.  Dacus purus ingår i släktet Dacus och familjen borrflugor.
Artens utbredningsområde är Kongo. Inga underarter finns listade i Catalogue of Life.